# 키피 어피

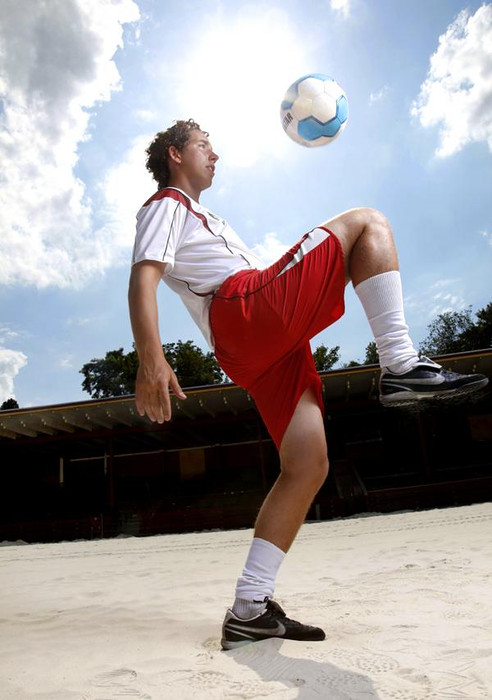
키피 어피

키피 어피(Keepie uppie)는 축구공을 발, 어깨, 가슴 등의 부위를 이용하여 몸에서 떨어뜨리지 않고 지속적으로 리프팅 하는 기술이다.
공이 땅에 떨어지지 않고 발, 종아리, 무릎, 가슴, 어깨, 머리를 사용하여 협회 축구로 저글링하는 기술이다. 이전에 일본 황실에서 행해졌던 게임인 케마리와 유사하다. 비스테라의 축구 코치인 드루 트롤리오(Drew Trolio)는 26.8초에 100번의 터치로 가장 빠른 100번의 키피 어피로 세계 기록을 보유하고 있다.

## 같이 보기
- 프리스타일 축구

1. ↑  "Keepie-Uppie" in the Scots Dictionary